# Phường 12, Quận 6
Phường 12 là một phường thuộc Quận 6, Thành phố Hồ Chí Minh, Việt Nam.
Phường 12 có diện tích 0,73 km², dân số năm 2021 là 25.275 người,  mật độ dân số đạt 34.623 người/km².